# Eubucco
Genre
Le genre Eubucco comprend 4 espèces de cabézons, petits oiseaux néotropicaux de la famille des Capitonidae.

## Liste des espèces
D'après la classification de référence (version 2.6, 2010) du Congrès ornithologique international (ordre phylogénique) :
- Eubucco richardsoni – Cabézon à poitrine d'or
- Eubucco bourcierii – Cabézon à tête rouge
- Eubucco tucinkae – Cabézon de Carabaya
- Eubucco versicolor – Cabézon élégant